# Državna religija
Državna religija ili službena religija je naziv za koncept religijskih vjerovanja i na njemu temeljenu religijsku organizaciju iza koje stoji sankcija države koja je smatra integralnim dijelom svog ustavnog poretka. U pojedinim hrišćanskim zemljama se za organizacije službene religije koristi izraz državna crkva.
Uz pojam državne religije se vezuje koncept teokratije, iako sve zemlje sa državnom religijom nisu teokratske, s obzirom da je u njima svjetovna vlast nadređena religijskoj (duhovnoj). Takođe sve zemlje sa državnom religijom ne moraju imati vlastite religijske organizacije, odnosno državna religija svoje sjedište i poglavara može imati izvan njenih granica.
Državne religije se mogu manifestirati na razne načine — od zemalja gdje sveštenici i poglavari državnih religija imaju tek ceremonijalnu ili simboličnu ulogu, preko zemalja gdje državne religije uživaju poseban status ili državnu finansijsku podršku, do zemalja gdje igraju ključnu ulogu u političkom životu, odnosno njihovi predstavnici su nadređeni svim ostalim državnim institucijama. Kao prvi primjer mogu poslužiti luteranske državne crkve u skandinavskim zemljama, a kao drugi savremeni Iran.
Službene ili državne religije su fenomen koji je tokom najvećeg dijela istorije bio prije pravilo nego izuzetak, odnosno tek su se postepeno počele odvajati religijske od političkih funkcija, odnosno religijski od državnih poglavara. U zapadnom svijetu se od 18. vijeka kao jedna od glavnih vrijednosti postepeno počinje promovisati sekularizam, odnosno odvajanje crkve i države koje se smatra nespojivim sa konceptom državne religije. Takvi su se trendovi proširili po ostatku svijeta — pri čemu izuzetak čine islamske zemlje — tako da većina ustava izričito promoviše slobodu vjeroispovjesti, odnosno jednakopravnost građana s obzirom na njihova religijska uvjerenja. U praksi, međutim, pojedine vjerske zajednice mogu imati tako snažan uticaj na politički život i milje neke zemlje, da u njima de facto predstavljaju državnu religiju.
Pojedine zemlje mogu imati i više od jedne službene religije, ali se pod time najčešće podrazumijevaju vjerske zajednice koje određeni autoritarni ili totalitarni režimi „priznaju“ kao „normalne“ odnosno daju im izričitu slobodu djelovanja koja je zabranjena svim ostalima.

## Tipovi
Stepen i priroda državne podrške za denominaciju ili verovanje koji su označeni kao državna religija mogu varirati. Može se kretati od pukog prihvatanja (sa ili bez finansijske podrške) sa slobodom da se druge vere praktikuju, do zabrane bilo kakvom konkurentnom verskom telu da deluje, i do progona sledbenika drugih sekti. U Evropi se nadmetanje katoličkih i protestantskih denominacija za državno sponzorstvo u 16. veku razvilo po principu Cuius regio, eius religio (države slede religiju vladara) otelotvorenog u tekstu sporazuma koji je obeležio Augzburški mir 1555. godine. U Engleskoj, Henri VIII je raskinuo s Rimom 1534. godine, proglašavajući se vrhovnim poglavarom Crkve u Engleskoj, dok je službena religija Engleske nastavila da bude „katolicizam bez pape” sve dok njegove smrti 1547. godine, dok se u Škotskoj Crkva Škotske suprotstavila religiji vladara.
U nekim slučajevima, administrativna regija može da sponzorira i finansira grupu verskih denominacija; takav je slučaj u Alzas-Mozelu u Francuskoj prema lokalnom zakonu, po francuskom pre-1905 konkordatorskom pravnom sistemu i obrascima u Nemačkoj.
U nekim komunističkim državama, posebno u Severnoj Koreji i na Kubi, država je sponzor verskih organizacija, a aktivnosti izvan tih državno-sponzoriranih verskih organizacija nailaze na različite stepene zvaničnog neodobravanja. U tim slučajevima se na državne religije široko gleda kao na napore države da spreči alternativne izvore vlasti.

## Spisak zemalja sa službenom religijom

### Hrišćanske zemlje

#### Katolicizam
- Kostarika[4]
- Lihtenštajn[5]
- Malta[6]
- Monako[7]
- Vatikan (Sveta stolica) (teokratija)[8]

#### Pravoslavlje
- Grčka (Pravoslavna crkva Grčke)[9]

#### Protestantizam

##### Luteranstvo
- Danska (Crkva Danske)[10]
- Island (Crkva Islanda)[11]
- Norveška (Crkva Norveške)[12]

##### Reformirane crkve
- Tuvalu (Crkva Tuvalua)

#### Anglikanstvo
- Engleska (Crkva Engleske)

### Muslimanske zemlje

#### Sunitski islam
- Avganistan
- Alžir (de facto sekularna)
- Bahrein
- Brunei
- Egipat
- provincija Acheh u Indoneziji (ostatak zemlje je sekularan)
- Jordan (de facto sekularna)
- Kuvajt
- Libija
- Malezija
- Mauritanija
- Maroko
- Pakistan
- Katar
- Saudijska Arabija
- Somalija
- Tunis
- Ujedinjeni Arapski Emirati
- Jemen

#### Šijitski islam
- Iran (teokratija)
- Irak
- Jemen

#### Ibadi
- Oman

### Hinduizam
- Nepal[13][14]

### Budizam
- Butan (Drukpa Kagyu škola tibetanskog budizma)[15]
- Tajland (Teravada budizam)[16]
- Kambodža[17][18]
- Laos[19]
- Mjanmar[20]
- Šri Lanka

## Literatura
- McConnell, Michael W. (2003), „Establishment and Disestablishment at the Founding, Part I: Establishment of Religion”, William and Mary Law Review, provided by Questia.com, 44 (5): 2105, Архивирано из оригинала 01. 12. 2008. г., Приступљено 23. 11. 2006.
- Rowlands, John Henry Lewis (1989), Church, State, and Society, 1827–1845: the Attitudes of John Keble, Richard Hurrell Froude, and John Henry Newman, ISBN 1850931321. Worthing, Eng.: P. Smith [of] Churchman Publishing; Folkestone, Eng.: distr. ... by Bailey Book Distribution.
- McConnell, Michael W. (april 2003). „Establishment and Disestablishment at the Founding, Part I: Establishment of Religion”. William and Mary Law Review, Provided by Questia.com. 44 (5): 2105. Архивирано из оригинала 04. 06. 2011. г. Приступљено 23. 11. 2006.

## Spoljašnje veze
- „Draft of Tsa Thrim Chhenmo” (PDF). www.constitution.bt. 1. 8. 2007. Архивирано из оригинала (PDF) 27. 11. 2007. г. Приступљено 18. 10. 2007.
- „Bhutan's Constitution of 2008” (PDF). constituteproject.org/. Приступљено 29. 10. 2017.
- „Constitution of Cambodia”. cambodia.org. Приступљено 13. 4. 2011.
- „East Asia/Southeast Asia :: Cambodia — The World Factbook - Central Intelligence Agency”. www.cia.gov. Архивирано из оригинала 29. 12. 2010. г. Приступљено 25. 07. 2020.